# Rainer Lämmerhirt
Rainer Lämmerhirt (* 10. September 1956 in Mihla) ist ein deutscher Lehrer, Autor zur Thüringer Geschichte und Kommunalpolitiker.

## Leben und Wirken
Rainer Lämmerhirt studierte Geschichte und Deutsch im Lehramt an der Friedrich-Schiller-Universität Jena.
Seit 1991 arbeitete er bis zu seiner Pensionierung als Fachlehrer für Geschichte am Elisabeth-Gymnasium in Eisenach.
Bekannt wurde Lämmerhirt durch regionalgeschichtliche Forschungen und Veröffentlichungen in Westthüringen, speziell das Hainichgebiet betreffend. Zu seinen Forschungsschwerpunkten gehören die Mihlaer Regionalgeschichte und darüber hinaus die Kampfhandlungen im April 1945 zwischen US-amerikanischen Streitkräften und der deutschen Wehrmacht im hessisch-thüringischen Grenzgebiet in der Endphase des Zweiten Weltkrieges.
1997 wurde Lämmerhirt zum ehrenamtlichen Bürgermeister seiner Heimatgemeinde Mihla im Wartburgkreis in Thüringen gewählt. Als diese zum 31. Dezember 2019 in der Stadt Amt Creuzburg aufging, wurde er Ortsteilbürgermeister von Mihla. Bei der ersten Bürgermeisterwahl der Stadt Amt Creuzburg am 28. Juni 2020 kandidierte Lämmerhirt für die Unabhängige Wählergemeinschaft und erreichte zunächst die Stichwahl. Diese entschied Lämmerhirt am 12. Juli 2020 für sich; er erhielt 56,5 % der Stimmen.
Lämmerhirt ist Vorstand des Mihlaer Heimat- und Verkehrsvereins und arbeitet bereits seit 1986 im Ehrenamt als Ortschronist. Am 4. Januar 2012 wurde Lämmerhirt zum Ehrenbürger der Gemeinde Mihla ernannt.

## Werke
- Die Familie von Harstall in Westthüringen. (1990) – eine Familienchronik der aus Mihla stammenden Adelsfamilie Harstall
- 600 Jahre Burg Haineck. (1992) – Burgchronik zur Haineck anlässlich der Ersterwähnung
- Mihla – aus der Geschichte eines Dorfes in Westthüringen. (1993)
- Aus der Geschichte Ebenshausens. Ein Überblick über 765 Jahre Dorfentwicklung. (1994) Themen der Ortsgeschichte anlässlich der Ersterwähnung des Dorfes Ebenshausen
- Mihlaer Kirmesbuch. (1998)
- Dorfbilder aus dem alten Mihla. (Bd. 1 1995, Bd. 2 1997) gemeinsam mit Bernhard Hoffmann; wichtige Persönlichkeiten und Themen der Ortsgeschichte
- Von der weißen Ahnenfrau, dem Waldgeist Elbel und dem Jäger Hölzerkopf. (1998) Sagenbuch vom Hainich und Werratal
- St. Martin in Mihla und St. Nikolai in Lauterbach. (1999) – Monographie zur Geschichte der Mihlaer Kirchen
- Thüringen Burgen und Wehranlagen im Mittelalter. (2001) – gemeinsam mit Werner Mägdefrau und seiner Tochter Dana Lämmerhirt; reich bebilderte Übersicht zu wichtigen Burganlagen in Thüringen.
- Wüstungen im Hainichgebiet. (2004) – gemeinsam mit Paul Botzum, Übersicht zur mittelalterlichen Siedlungsgeschichte des Hainichs
- Der Kampf um die Werralinie im April 1945 zwischen Gerstungen und Treffurt.  (2005)
- Mihla und die Werraregion 1919 bis 1945. (2006)
- Die Geschichte der Werrataleisenbahn 1907-1969. (2007) – Monographie zur Eisenbahngeschichte im Werratal
- Kirmes in Mihla – Kirmesfeiern von 1998 bis 2007. (2008)
- Mihla auf historischen Postkarten 1888-2008. Eine Reise durch 120 Jahre Ortsgeschichte. (2009) – kommentierter Bildband
- Kriege und ihre Folgen im Werratal 1524-1918. Vom Bauernkrieg bis zum Ende des I. Weltkrieges. (2010)

Lämmerhirt ist auch mit vielen Zeitschriftenaufsätzen zur Mihlaer Geschichte, Militärgeschichte Thüringens, der Thüringer Eisenbahngeschichte und zu historischen Jahrestagen in Periodika vertreten. Ein Teil dieser Artikel findet sich auch auf der Website der Gemeinde Mihla.